# William J. Watson
William John Watson (1865 - 9 mars 1948) est un toponymiste, l'un des plus grands érudits écossais du XXe siècle, et est le premier érudit à placer l'étude des noms de lieux écossais sur une base linguistique solide.

## Biographie

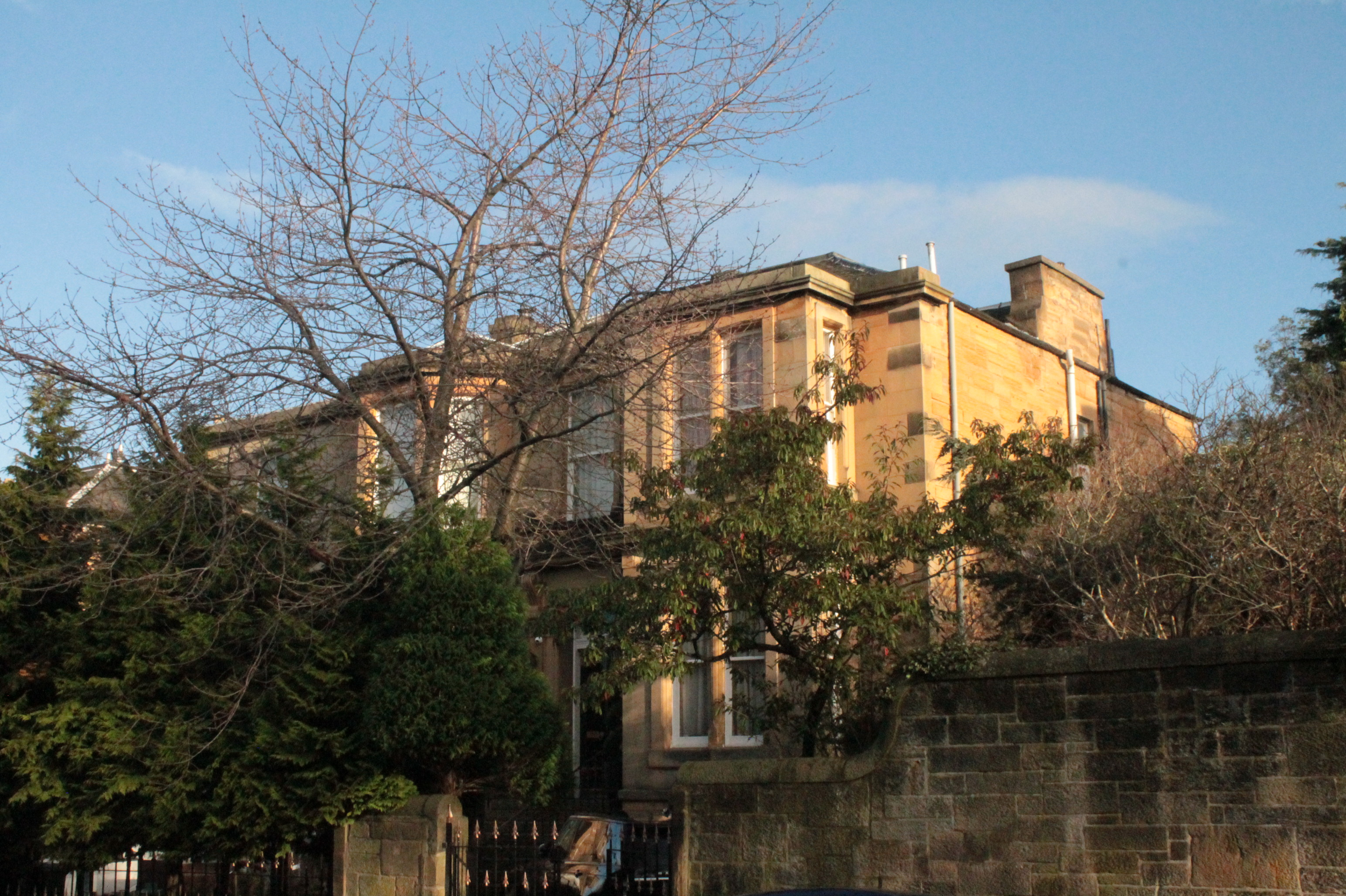
17 Merchiston Avenue, Édimbourg

Watson est un gaélique natif, né à Milntown de New Tarbat (maintenant connu sous le nom de Milton), Easter Ross. Il est le fils de Hugh Watson, un forgeron. Il reçoit sa formation initiale de son oncle, James Watson et se lance dans les études gaéliques et les classiques. Il étudie à l'Université d'Aberdeen et à l'Université d'Oxford.
Initialement instituteur à Glasgow, il est nommé recteur de la Royal Academy d'Inverness en 1894 et il obtient ensuite le prestigieux poste de recteur de la Royal High School d'Édimbourg en 1909. C'est alors qu'il enseigne à Inverness qu'il commence à contribuer aux Transactions de la Gaelic Society of Inverness et à la Celtic Review.
À Édimbourg, il vit au 17 Merchiston Avenue.
En 1910, il est élu membre de la Royal Society of Edinburgh avec comme proposants Walter Biggar Blaikie (en), Sir William Leslie Mackenzie (en), John Horne et Ben Peach.
Il prend la chaire de Celtique à l'Université d'Édimbourg en 1914, bien qu'il n'ait occupé aucun poste universitaire antérieur. Il reste à ce poste prestigieux jusqu'à faire place à son fils James Carmichael Watson en 1935 (mais en conservant un rôle à l'université jusqu'en 1938).
William est décédé le 9 mars 1948, à l'âge de 83 ans.

## Famille
Il épouse Ella Carmichael (1880-1928), fille d'Alexander Carmichael.
Son fils, James Carmichael Watson, est né en 1910. Il est déclaré « disparu au combat » en 1942, lorsque le HMS Jaguar est coulé au large des côtes égyptiennes. Présumé noyé, il est commémoré sur le Plymouth Naval Memorial.

## Ouvrages
Il est connu pour son The Celtic Place-names of Scotland (1926), basé sur 30 ans de travail. Le travail de Watson, huit décennies plus tard, est toujours le principal guide de référence scientifique sur le sujet. Le livre est basé sur des notes détaillées prises par Watson, qui sont inédites et détenues par l'Université d'Édimbourg. Le travail de Watson a été récemment republié par Birlinn (2004).
- Place-Names of Ross and Cromarty (Inverness, 1904)
- Prints of the Past around Inverness (Inverness, 1909; 2e édition révisée Inverness, 1925)
- Rosg Gàidhlig (Inverness, 1915; 2e édition Glasgow, 1929)
- Bàrdachd Gàidhlig (Inverness, 1915)
- The Picts: their original position in Scotland (Inverness, 1921)
- Ross and Cromarty, coll. « Cambridge County Geographies », 1924
- L'histoire des noms de lieux celtiques d'Écosse (Édimbourg, 1926)
- Scottish Verse in the Book of the Dean of Lismore (Édimbourg, 1937)